# Богуславль (регіональний ландшафтний парк)
«Богусла́вль» — регіональний ландшафтний парк в Україні. Розташований на території міста Богуслав, Київської області. 

## Опис
Площа 7,5 га. Перебуває у віданні Богуславського комбінату комунальних підприємств. Парк створений на базі пам'ятки природи «Відслонення богуславських гранітів» рішенням Київської обласної ради від 12.12.2008 року № 391-21-V та перебуває під охороною держави. 
Ландшафтний парк «Богуславль» простягається на 1,5 кілометри вздовж річки Рось і має площу 7,5 гектарів, з яких 4 гектари займає геологічна пам'ятка природи «Відслонення богуславських гранітів». Каньйон утворено світло-сірими, біотитовими, середньозернистими, рожево-сірими пегматоїдними гранітами. Цим мінералам близько 2 мільярдів років, а належать вони до геологічної ери палеопротерозою. Решту території, а це 3,5 гектари, займає центральний міський парк, подібний до острова: його зусибіч «порізано» річками. Парк пристосовано до відпочинку. В парковій частині влаштована різноманітна інфраструктура, а також встановлено пам'ятник легендарній героїні Марусі-Богуславці — одному із символів та візитівок Богуслава. На місці, де нині височіє пам'ятник Марусі Богуславці, ще у XVII столітті стояла православна Покровська церква, де правив служби її батько.

## Галерея

Пам'ятник Марусі Богуславці
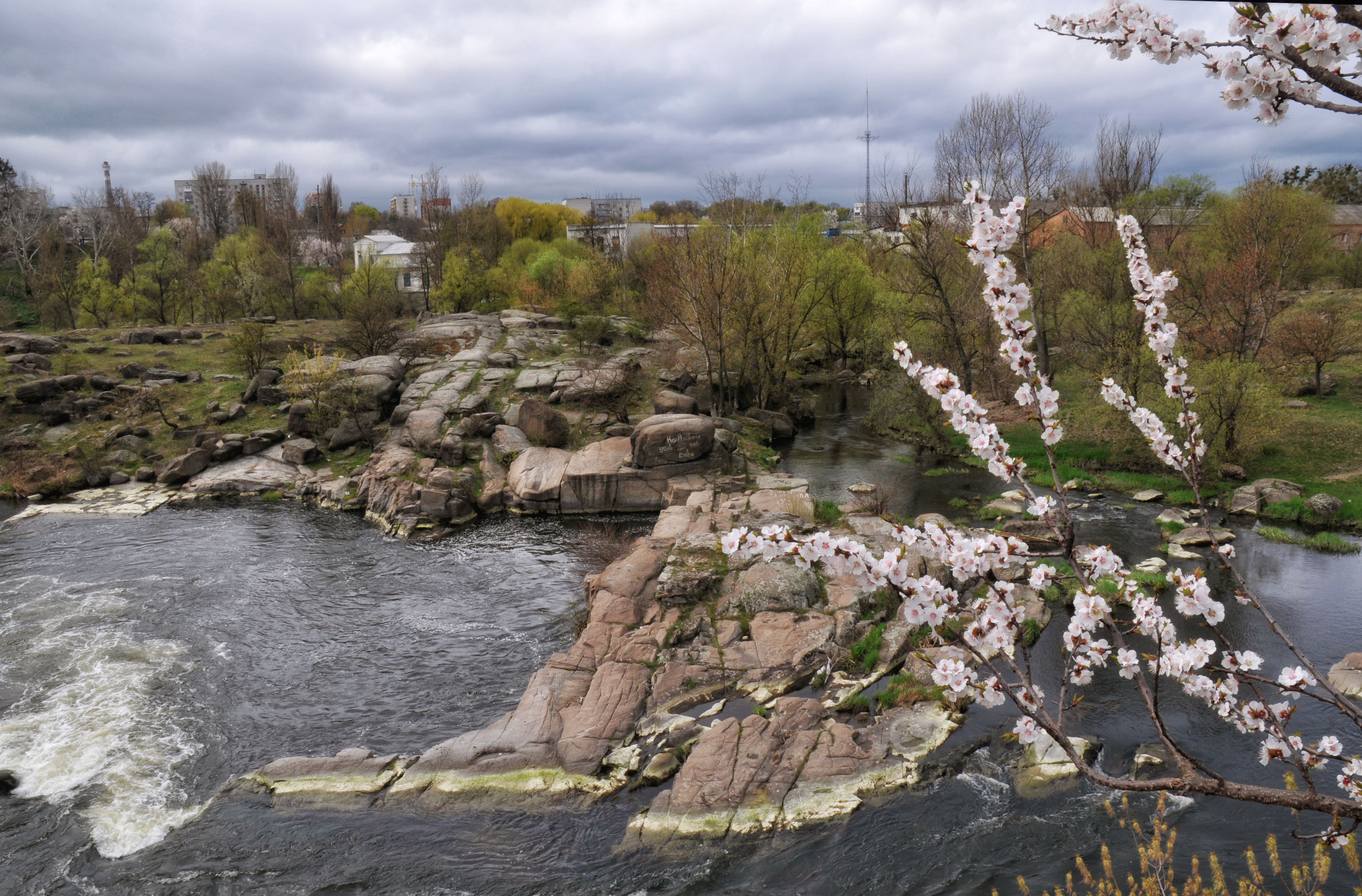
Парк «Богуславль»
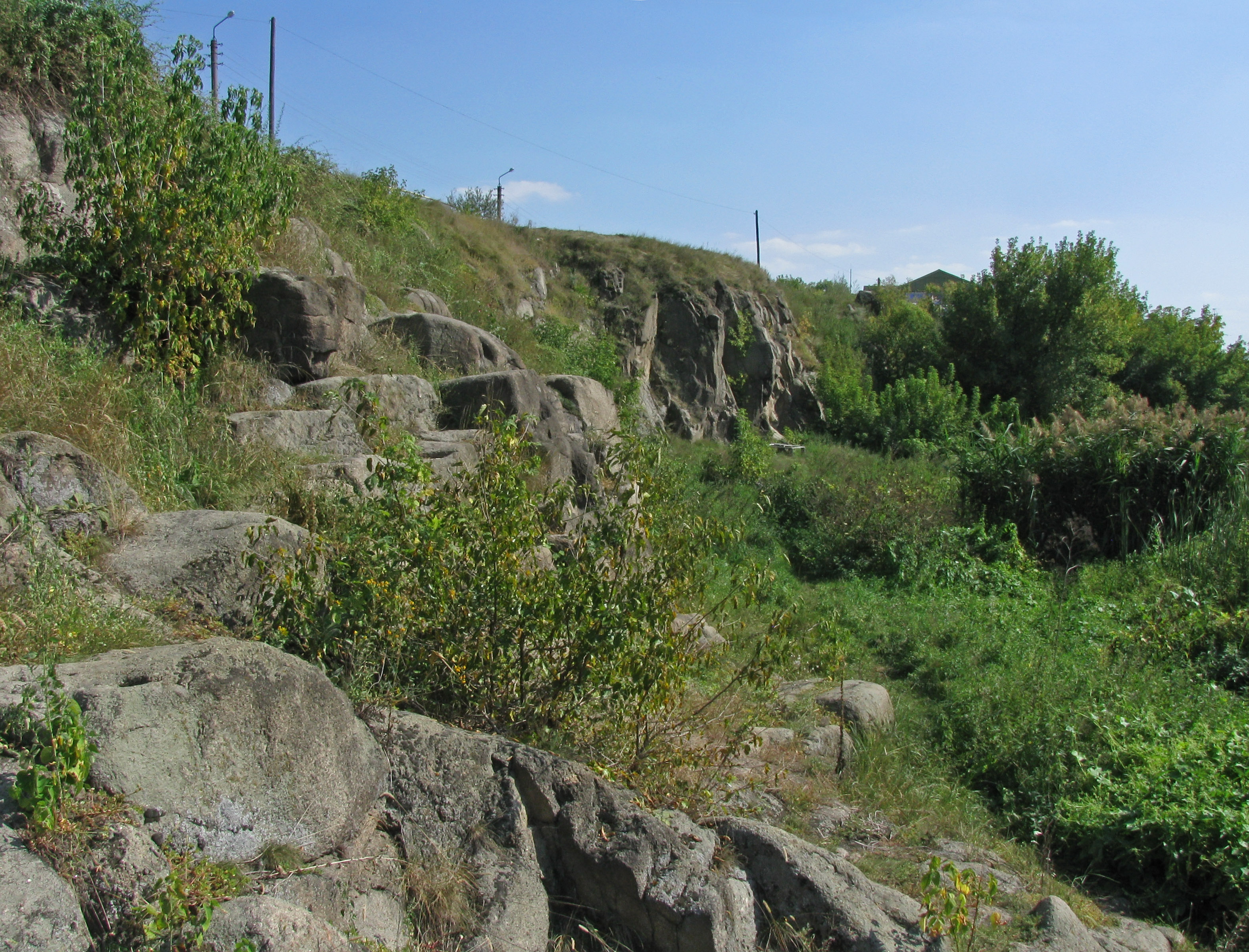
Парк «Богуславль»
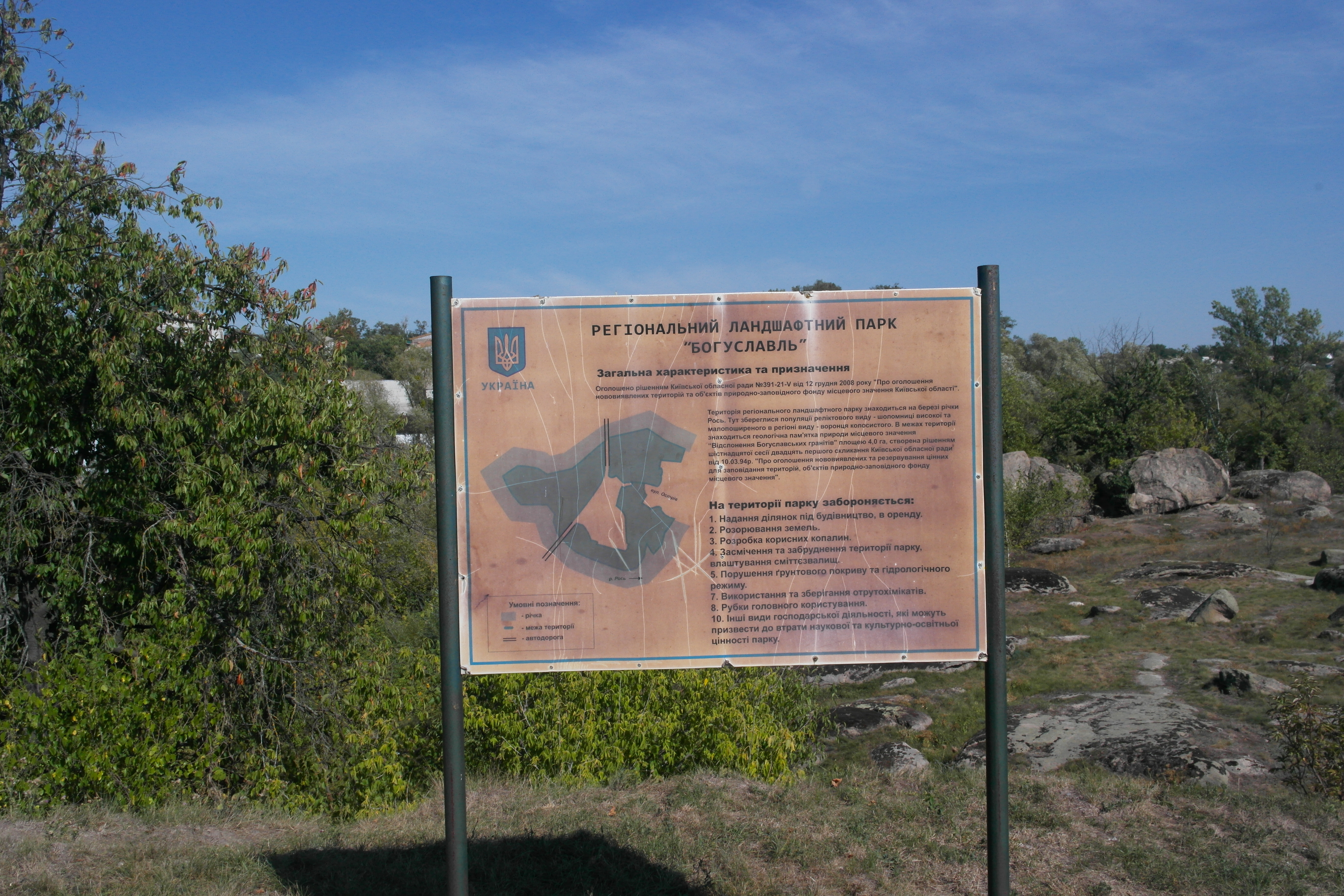
Богуславль (регіональний ландшафтний парк)
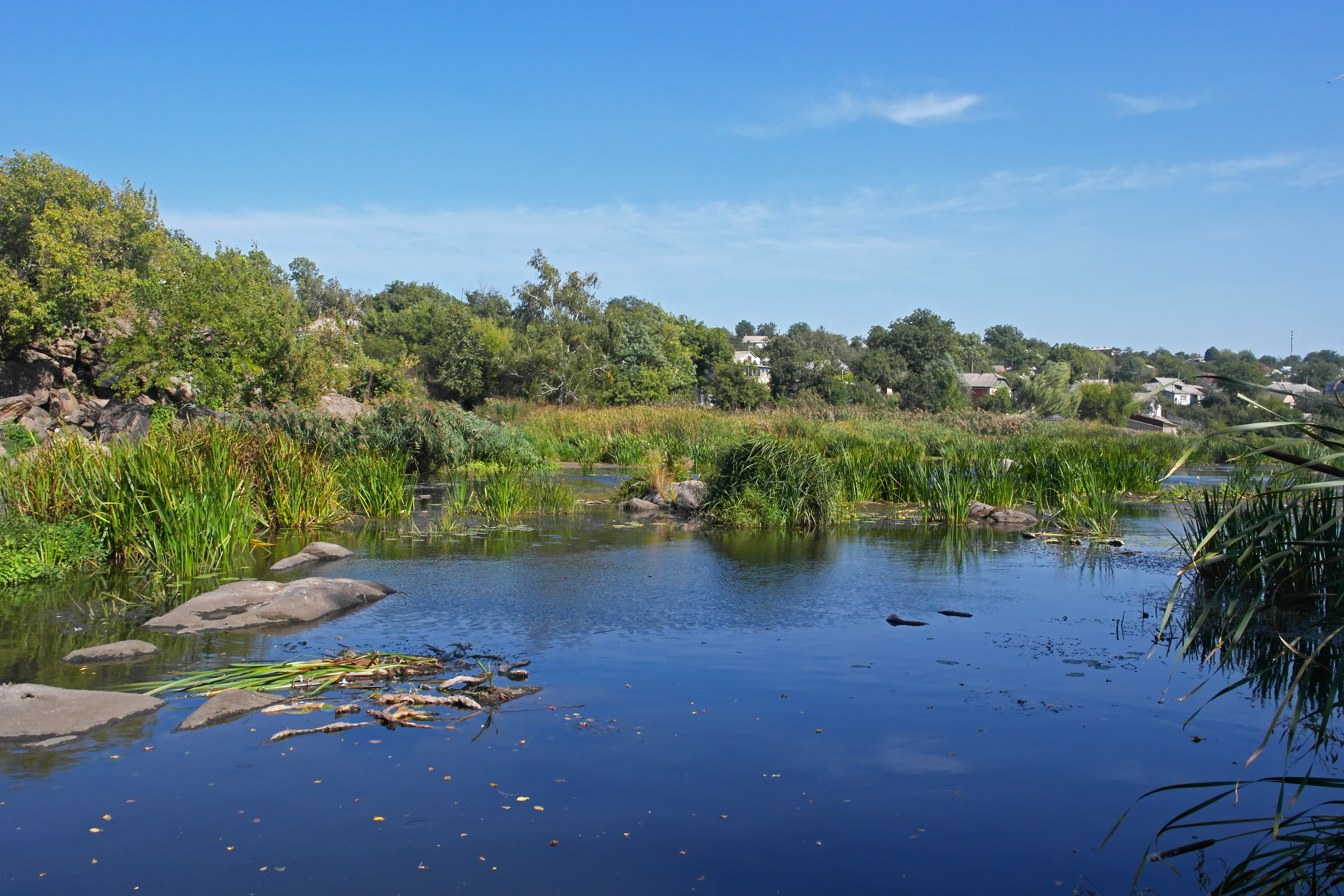
Богуславль (регіональний ландшафтний парк)
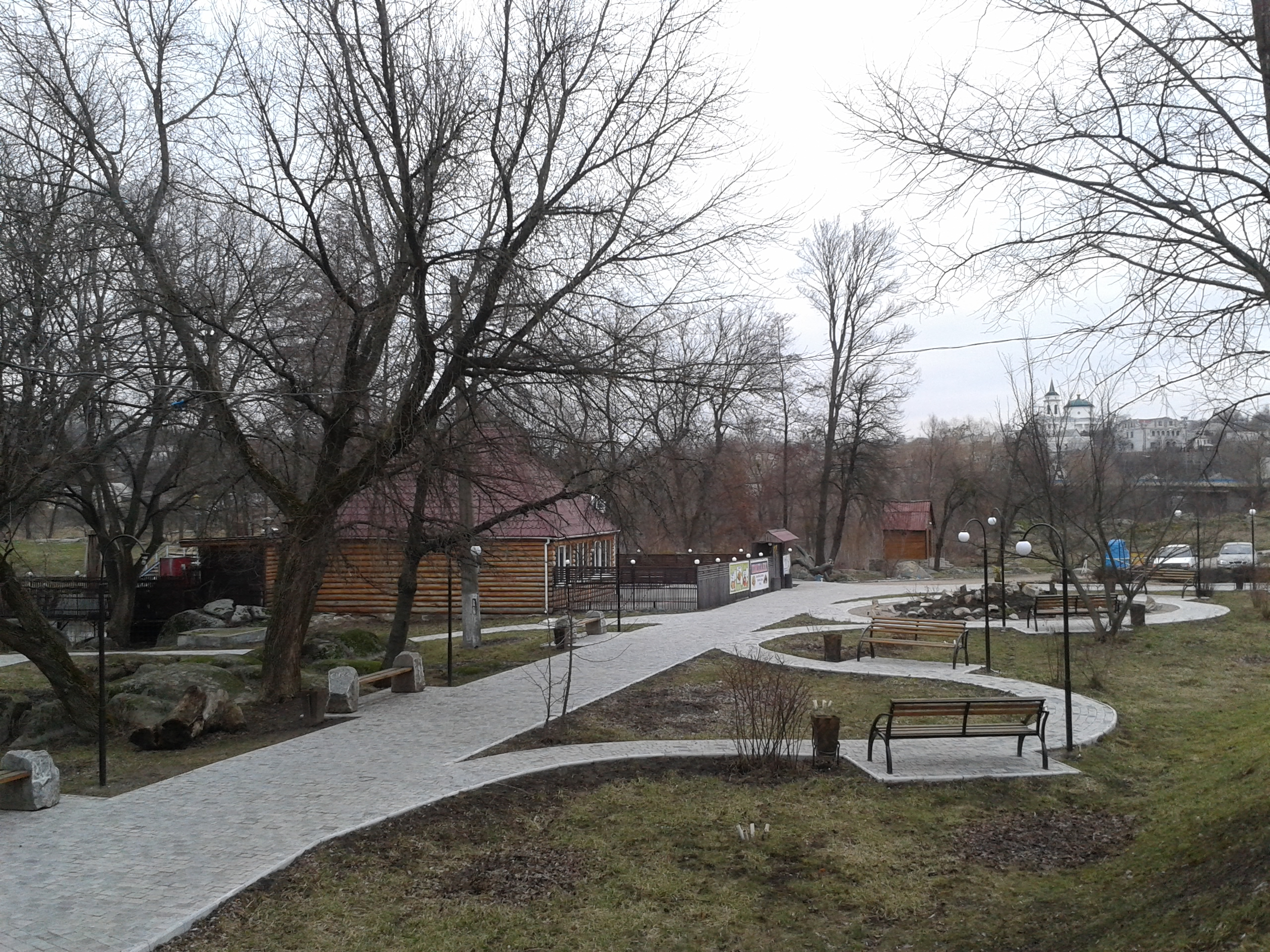
Богуславль (регіональний ландшафтний парк), лютий 2016 р.
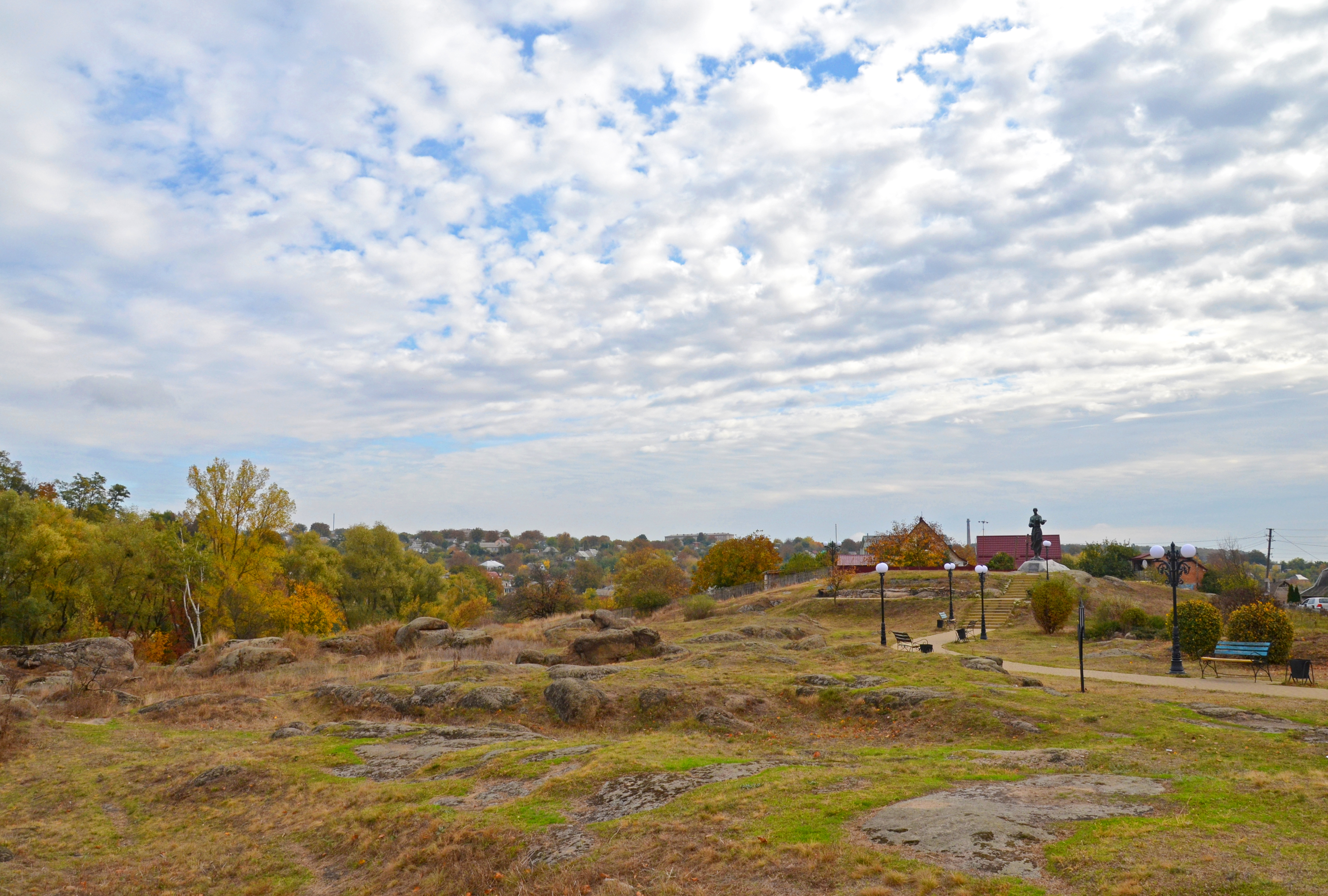
Богуславль (регіональний ландшафтний парк)
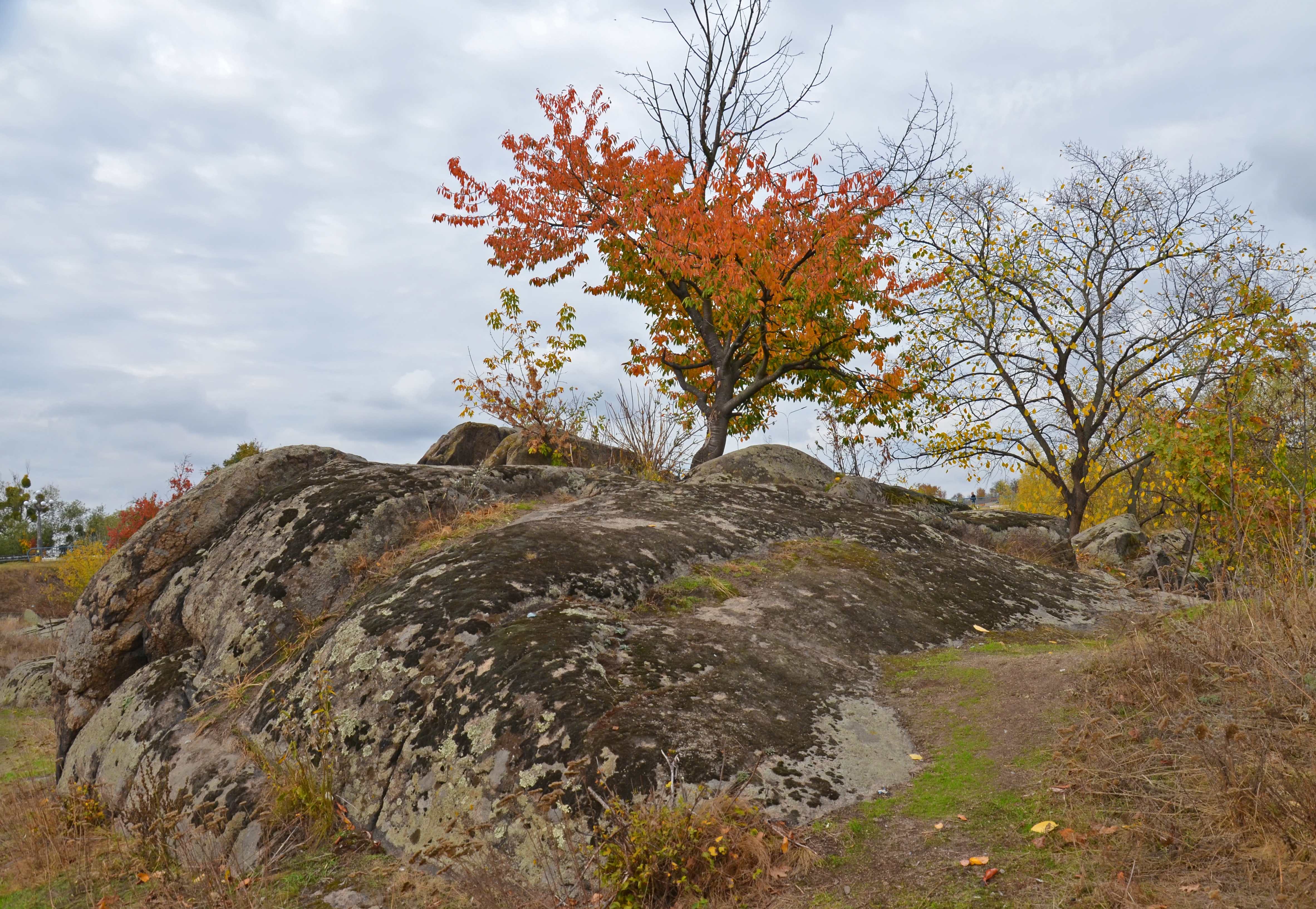
Богуславль (регіональний ландшафтний парк)